# Бондарёвка (Старобельский район)
Бондарёвка (укр. Бондарівка) — село в Марковской сельской громаде Старобельского района Луганской области Украины. До 2020 года была в составе упразднённого Марковского района и являлась административным центром Бондаревского сельского совета.
Население по переписи 2001 года составляло 1682 человека. Почтовый индекс — 92443. Телефонный код — 6464. Занимает площадь 12,29 км². Код КОАТУУ — 4422581101.